# Pioglitazona
Pioglitazona (nome comercial Actos ou Glustin) é um medicamento hipoglicemiante (antidiabético) do grupo das tiazolidinedionas, usadas para tratar a diabetes tipo II. Como a pioglitazona diminui os níveis de açúcar no sangue, foram realizados estudos sobre seus efeitos no sistema circulatório, mas não foram encontrados resultados significativos estatisticamente.
Seu‌ ‌uso‌ ‌é‌ ‌recomendado‌ ‌juntamente‌ ‌com‌ ‌exercícios‌ ‌físicos‌ ‌e‌ ‌dieta.‌ ‌Foi‌ ‌patenteada‌ ‌em‌ ‌1985‌ ‌pela‌ ‌Takeda‌ ‌Pharmaceutical‌ ‌Company‌ ‌Limited‌ ‌e‌ ‌seu‌ ‌uso‌ ‌clínico‌ ‌se‌ ‌iniciou‌ ‌em‌ ‌1999.‌ ‌Em‌ ‌2012,‌ ‌o‌ ‌FDA‌ ‌autorizou‌ ‌a‌ ‌criação‌ ‌da‌ ‌primeira‌ ‌versão‌ ‌genérica‌ ‌do‌ ‌Cloridrato‌ ‌de‌ ‌Pioglitazona‌. Praticamente‌ ‌insolúvel‌ ‌em‌ ‌água‌ ‌(0.00442‌ ‌mg/mL).‌ ‌Seu‌ ‌ponto‌ ‌de‌ ‌fusão‌ ‌é‌ ‌193-194ºC‌ ‌e‌ ‌seu‌ ‌valor‌ ‌
de‌ ‌pKa‌ ‌é‌ ‌5,19.‌ ‌
É considerada mais segura, no que se refere ao sistema cardiovascular, em comparação com a rosiglitazona, que foi retirada do mercado em diversos países por não reduzir o risco de ataques cardíacos.
A administração‌ ‌prolongada‌ ‌dessa‌ ‌droga‌ ‌causou‌ ‌alguns‌ ‌casos‌ ‌de‌ ‌hepatite‌ ‌
colestática,‌ ‌reversível‌ ‌após‌ ‌a‌ ‌suspensão‌ ‌da‌ ‌droga.‌ ‌

## Usos Médicos
A pioglitazona é usado para reduzir os níveis de glicose no sangue no tratamento da diabetes mellitus tipo 2 em combinação com uma sulfonilureia, metformina ou com insulina.
O principal estudo que examinou a medicação, revelou prevenir o risco de infarto do miocárdio e acidente vascular cerebral secundários ao diabetes tipo 2.
Pioglitazona também tem sido utilizada para tratar a não-esteato-hepatite alcoólica (fígado gordo), mas este uso é atualmente considerado experimental.

## Contra Indicações
A pioglitazona não pode ser usado em pacientes com conhecida hipersensibilidade à pioglitazona, outros tiazolidinedionas ou a qualquer dos componentes de sua análogos formas. É ineficaz e possivelmente prejudicial em um diabetes mellitus tipo 1 e durante uma cetoacidose diabética. A sua segurança na gravidez, na amamentação e em menores de 18 anos não foi estabelecida.
Dadas experiências anteriores com a troglitazona, insuficiência do fígado aguda é considerada como uma contra-indicação para a pioglitazona.
A pioglitazona e de todas as outras drogas de sua classe (tiazolidinediona) são absolutamente contra-indicados em pacientes com insuficiência cardíaca.

## Efeitos Colaterais
O risco de hipoglicemia é baixo, na ausência de outras drogas que diminuem a glicose no sangue.
A pioglitazona pode causar retenção de líquidos e edema periférico. Como resultado pode piorar uma insuficiência cardíaca congestiva (pela sobrecarga de fluidos). Também pode causar anemia. Um pequeno ganho de peso é comum, devido ao aumento subcutâneo de tecido adiposo. Nos estudos, os pacientes usando pioglitazona tinham uma maior proporção de infecção do trato respiratório superior, sinusite, dor de cabeça, mialgia e problemas nos dentes.
A administração prolongada dessa droga causou alguns casos de hepatite colestática, reversível após a suspensão da droga.

### Câncer de Bexiga
Em junho de 2011, o FDA dos EUA anunciou que a pioglitazona utilizada por mais de um ano, pode ser associado com um risco aumentado de câncer de bexiga, e dois meses depois, a bula foi atualizada com um aviso  sobre este risco.
Porém, uma meta-análise (financiada pelo um dos fabricantes de Pioglitazona) em 2017 não encontrou nenhuma diferença nas taxas de câncer de bexiga em usuários da pioglitazona.

## Interações Medicamentosas
Combinação com sulfoniluréias ou insulina aumenta o risco de hipoglicemia. A terapia com pioglitazona aumentar a chance de gravidez em indivíduos a tomar a contracepção oral.

## Mecanismo de Ação
A pioglitazona seletivamente estimula a nuclear do receptor o receptor activado receptor gama (PPAR-γ) e, em menor medida PPAR-α. Ele modula a transcrição de genes envolvidos no controle da glicose e do metabolismo lipídico no músculo, tecido adiposoe o fígado. Como resultado, a pioglitazona reduz a resistência à insulina no fígado e tecidos periféricos, diminui a gliconeogênese no fígado e reduz a quantidade de glicose e glycated hemoglobin na corrente sanguínea.
Mais recentemente, a pioglitazona e outros ativos TZDs têm sido mostrados para ligar para o exterior da membrana mitocondrial proteína mitoNEET com afinidade comparável ao de pioglitazona para PPARy.

## Síntese do Fármaco
Na sua estrutura química, há a presença de um anel diona que confere ao seu efeito anti-hiperglicêmico.
A sua metabolização é resultante da hidroxilação e oxidação.
É possível sintetizar a Pioglitazona através das seguintes reações:

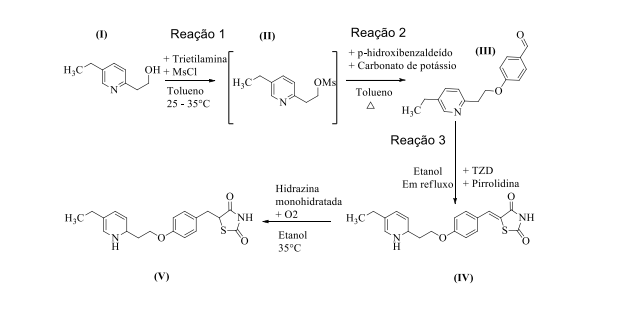
Síntese da Pioglitazona

Na primeira reação 1: 2-(5-etilpiridina-2-il) etanol I 1 mmol temos a reação entre trietilamina a 1,25 mmol em tolueno a 1,8 mL à temperatura ambiente. Após isso, ocorre a adição de cloreto de metanosulfonil a 1,12 mmol, resultando na fase orgânica que contém o intermediário II. 
Na segunda reação, temos a adição phidroxibenzaldeído a 1,06 mmol e carbonato de potássio 1,74 mmol, em 2 ml de tolueno ao 1 mmol do intermediário II. Resultando na fase orgânica contendo o intermediário III.
Na terceira reação, temos a adição de tiazolidina-2,4-diona 1,50 mmol a mistura do intermediário III em tolueno. E após isso foi adicionado pirrolidina 0,83 mmol que será a base promotora da reação. Após isso temos o produto bruto IV.

## Estrutura Química e Propriedades Físico-Químicas

| Propriedade             | Valor                 | Recurso              |
| ----------------------- | --------------------- | -------------------- |
| melting point           | 193-194C              | Al-Majed, A. et. al. |
| water solubility        | Practically insoluble | FDA Label            |
| pKa                     | 5.19                  | Al-Majed, A. et. al. |
| Water Solubility        | 0.00442 mg/mL         | ALOGPS               |
| logP                    | 3.17                  | ALOGPS               |
| logP                    | 3.33                  | ChemAxon             |
| logS                    | -4.9                  | ALOGPS               |
| pKa (Strongest Acidic)  | 6.66                  | ChemAxon             |
| pKa (Strongest Basic)   | 5.6                   | ChemAxon             |
| Physiological Charge    | -1                    | ChemAxon             |
| Hydrogen Acceptor Count | 4                     | ChemAxon             |
| Hydrogen Donor Count    | 1                     | ChemAxon             |
| Polar Surface Area      | 68.29 Å2              | ChemAxon             |
| Rotatable Bond Count    | 7                     | ChemAxon             |
| Refractivity            | 97.39 m3·mol-1        | ChemAxon             |
| Polarizability          | 37.91 Å3              | ChemAxon             |
| Number of Rings         | 3                     | ChemAxon             |
| Bioavailability         | 1                     | ChemAxon             |
| Rule of Five            | Yes                   | ChemAxon             |
| Ghose Filter            | Yes                   | ChemAxon             |
| Veber's Rule            | No                    | ChemAxon             |
| MDDR-like Rule          | Yes                   | ChemAxon             |

## Pesquisas Promissoras
Há uma pesquisa que sugere que a pioglitazona pode ser útil para tratar a depressão maior.
Porque ela reduz a atividade das células gliais, também foi estudada em uma pequena clínica de tratamento em crianças com autismo, sob a hipótese auto-imune/inflamatória como causa do autismo.